# Perry Mason e il cane molesto
Perry Mason e il cane molesto (The Case of the Howling Dog) è un romanzo giallo del 1934 scritto da Erle Stanley Gardner e appartenente alla serie con protagonista il celebre avvocato Perry Mason. Dal libro è tratto il film Il lupo scomparso.

## Trama
Il milionario Arthur Cartright consulta Perry Mason perché vorrebbe fare testamento in favore della moglie del proprio vicino di casa, Clinton Foley. Solo che Cartright è sposato, e Foley non sa dove si trovi la moglie. 
La seconda richiesta di Cartright a Mason è ancora più strana: vuole denunciare Foley perché il suo cane abbaia in modo molesto da alcuni giorni senza un apparente motivo.
Mason si reca da Foley, che da parte sua nega di possedere un cane che stia abbaiando, e insinua che Cartright possa avere qualche rotella fuori posto. La faccenda si complica presto quando Cartright scompare, e spuntano fuori un cane morto e soprattutto un cadavere.

## Personaggi principali
- Perry Mason, avvocato
- Della Street, segretaria di Mason
- Paul Drake, investigatore privato e collaboratore di Mason
- Arthur Cartright, milionario eccentrico
- Clinton Foley o Forbes, vicino di Arthur Cartright
- Paula Cartright, moglie di Arthur Cartright
- Bessie Forbes, moglie di Clinton Foley/Forbes
- Thelma Benton, governante di Foley/Forbes
- Ah Wong, cuoco di Foley/Forbes
- Mae Sibley, attrice
- Claudius Drumm, procuratore distrettuale

## Edizioni italiane
- Perry Mason e il cane molesto, I Libri Gialli, Arnoldo Mondadori Editore, 1938.
- Perry Mason e il cane molesto, I capolavori dei Gialli n. 267, Arnoldo Mondadori Editore, 1965.
- Perry Mason e il caso cane molesto, Hobby & Work Italiana Editrice, 1997.
- Perry Mason e il cane molesto, traduzione di Enrico Andri, I classici del Giallo Mondadori n. 1297, Arnoldo Mondadori Editore, pp. 182, giugno 2012.